# Abatocera irregularis
Abatocera irregularis är en skalbaggsart som beskrevs av Vollenhoven 1871. Abatocera irregularis ingår i släktet Abatocera och familjen långhorningar.
Artens utbredningsområde är Sulawesi. Inga underarter finns listade i Catalogue of Life.